# Hasidejci
Hasidejci ili Asidejci (grčki: asidaioi) je bila jevrejska vjerska sekta, odnosno politička stranka koja je igrala važnu ulogu u Judeji za vrijeme makabejskog ustanka u 2. vijeku p. n. e. Iako je nastala nešto ranije, u to vrijeme se istakla kao konzervativni protivnik Jevreja koji su bili prihvatili helenističku kulturu i zbog toga počeli napuštati neke od temelja judaističke vjere. Spominju se tri puta u Knjigama o Makabejcima. 